# Fiksanal
Fiksanal - odważka analityczna odczynnika chemicznego (w postaci stałej lub roztworu), przechowywana w ampułce, wykonanej ze szkła lub tworzywa syntetycznego w formie umożliwiającej ilościowe przeniesienie odczynnika do kolby miarowej. 
Fiksanal umożliwia szybkie sporządzenie roztworów o ustalonym stężeniu danego odczynnika, z bardzo niewielkim błędem, dzięki czemu mianowanie roztworu w przypadku niektórych rodzajów analiz może zostać pominięte. Najczęściej stosowane fiksanale zawierają kwas solny (HCl) lub wodorotlenek sodu (NaOH), ale spotyka się również inne kwasy, zasady, sole do sporządzania roztworów wzorcowych kationów metali do analizy śladowej itd.